# 幸町 (下関市)
幸町（さいわいまち）は山口県下関市にある地名。郵便番号は750-0001。当地域の人口は2015年の国勢調査によると630人で、世帯数は353。

## 地理
下関市の唐戸付近に存在し、赤間町同様、商店街が多い。北部は貴船町、西部は上田中町と田中町、南部は赤間町、東部は宮田町と隣接する。

## 歴史
幸町は昭和29年(1954年)に新しく設置された町丁であり、その前は奥小路町といった。この町にある法福寺にはうしろむきお地蔵と呼ばれる地蔵菩薩があり、これは有徳人の包政が祀ったものである。

### 沿革
- 天正10年（1582年）真如善叟という和尚が法福寺を開山[4]。この当時、開山した場所は稲荷山という別の場所にあり、名称は善福寺であった[4]。
- 正保?年（1640年代）善福寺が法福寺に改称され、現在とだいたい同じ位置に移る[4]。
- 昭和29年（1954年）幸町という町丁が成立[2]。このことはまだ奥小路町の全てが幸町になったわけではなかった。
- 昭和45年（1970年）法福寺が現在の位置に完全に移動[4]。
- 昭和56年（1981年）勤労福祉会館と隣にある体育館が開館[2]。

### 地域区分の変遷
- 昭和31年（1956年）幸町が奥小路町を完全に編入[2]。
- 昭和39年（1964年）
宮田町2丁目が幸町の一部を編入[2]。
幸町が関後地村の一部を編入[2]。

## 小・中学校の学区
市立小・中学校に通う場合、学区は以下の通りとなる。
| 町丁 | 番・番地 | 小学校             | 中学校             |
| ---- | -------- | ------------------ | ------------------ |
| 幸町 | 全域     | 下関市立養治小学校 | 下関市立日新中学校 |

## ゆかりのある人物
- 石井安吉 - 伊万里出身。明治の終わりごろに法福寺で硯海焼を発展させたが1代で絶えてしまった[3]。
- 福井正満 - 幸町(当時は奥小路町)出身。遠操会叢書を出版した[3]。
- 重山禎介 - 幸町(当時は奥小路町)出身。『下関二千年史』の著者である[3]。

## 施設・史跡
- 高照山本尊聖観音法福寺 (臨済宗東福寺派)[4]
- 勤労福祉会館[2]
- 勤労福祉会館体育館[2]
- 幸町保育園[6]